# مالیو اکسپرس
مالیو اکسپرس (انگلیسی: Malév Express) شرکت هواپیمایی مجارستانی است، که در سال ۲۰۰۲ تأسیس شد.